# 汉妮·文策尔
汉妮·文策尔（德語：Hanni Wenzel，1956年12月14日—），列支敦士登高山滑雪运动员，是该国迄今為止最成功的运动员之一。

## 生平
文策尔出生于德国，但在童年时期即移居列支敦士登。当她在1974年拿到超级大回转世界冠军后被授予了列支敦士登国籍。当文策尔在1985年退役时，她已经拿到了四枚奥运会奖牌（包括两枚金牌），两次世锦赛金牌，两次全能世界杯金牌，3次单项世界杯金牌和33次世界杯巡回赛冠军。

## 家庭
文策尔是Petra Wenzel和Andreas Wenzel的姊妹 ，是奧地利滑雪選手Harti Weirather的妻子，他是1982 world champion in downhill。Wenzel和Weirather在退役後經營自己的運動營銷機構。他們的女兒蒂娜·維拉瑟也是奧運會的高山滑雪選手並曾為列支敦斯登出戰2006年的都靈冬季奧運會、2014年的索契冬季奧運會及2018年的平昌冬季奧運會。